# Esteban de Aguilar y Zúñiga
Esteban de Aguilar [Gotor] y Zúñiga (Escalona, 13 de agosto de 1606 - íd., d. de 1681) fue un sacerdote, teólogo, escritor y poeta español.

## Biografía
De familia hidalga, fue el único hijo varón del humanista Juan de Aguilar Villaquirán y su segunda esposa Juana Loarte y Zúñiga. Se formó en un ambiente muy culto: su padre fue traductor de los Diálogos de Luciano de Samosata, y su abuelo paterno el médico de Escalona Alonso Hernández de Aguilar, también con fama de erudito. Él por el contrario fue doctor en Teología y ejerció de sacerdote en Madrid. Hacia 1679 era deán de la colegial de Escalona.
Fue autor de una Corona de predicadores (1636) y de unos Combates de Job con el demonio (1642), obra fundamentalmente teológica, así como traductor desde el latín de la Corte divina... del jesuita francés confesor de Luis XIII Nicolas Caussin (Madrid, 1675) y de otras obras desde el idioma portugués. Era un traductor concienzudo, muy elogiado por sus contemporáneos, y de hecho expone su método en una carta titulada "El intérprete latino al que leyera en español" incluida en su traducción de Caussin:
No doy a las palabras de Autor el número sino el peso; el sentido, no la voz. Assí lo profesa San Gerónimo aun en las versiones sagradas donde cada sylaua es mysterio. […] Este Arte de traducir sigo. Expresso el sentido con las vozes que le expressan más. No es buena la tradución si lo parece: ha de parecer original. […] Algunos vocablos Hebreos y autoridades Griegas que el Autor expressa con sus caracteres, para mayor fidelidad, te los doy en Español: porque deseas aprender, no disputar: y porque esos caracteres no se hallan en nuestras Oficinas. […] Los números de guarismo que son forçosos y a vezes se dilatan hasta onze continuos, pongo por letra, con sus nombres numerales, desde la vnidad a los millones. […] Por la misma razón, en los Signos y Planetas, no pongo sus caracteres o figuras astronómicas sino sus nombres por letra, para que corra sin tropieço quien no los ha estudiado. Assimismo los versos latinos que el Autor entretexe suyos o cita de otros poetas, los traduzgo con metro para que aun essa gracia o adorno no falte ni se prive el lector de la sazón poética
Aún insiste en esta materia en "El intérprete al lector", otra carta incluida en su traducción del De bello tartarico historia del misionero y cartógrafo jesuita italiano Martino Martini (1614-1661), bajo el título de Tártaros en China: "La traducción te da el concepto fiel, sin atarse al número de las voces, que no es traslación canónica, y aun esta admite parafrases para claridad". La obra fue al momento traducida al holandés, al alemán y al inglés. La versión castellana fue más tardía, dedicada a Luis Guillén de Moncada y Aragón y pagada por el mercader de libros Lorenzo de Ibarra, que fue quien se la encargó a Esteban de Aguilar, como le encargará después la de Caussin. Por ciertos comentarios de Aguilar en los liminares, parece ser que escribió bastantes otras obras anónimamente.
Paralelamente ejerció de censor, por lo que su nombre aparece en varias “censuras” y “aprobaciones”, la primera fechada en 1663 y la última en 1681, así que seguramente falleció entonces o poco después, ya de edad avanzada.

## Obras
- Corona de predicadores, predicación de San Esteban. Madrid: María de Quiñones, 1636.
- Combates de Job con el demonio, scritos con pluma canónica, en los tres primeros capitulos de su historia, y ponderados con la de Don Estevan de Aguilar y Zuñiga, Doctor Theologo. Madrid: Carlos Sánchez, 1642.
- Trad. del latín al castellano de Nicolas Caussin, Corte divina o Palacio celestial de Causino, Madrid: Ioseph Hernández de Buendía, 1675.
- Quaresma o Sermones para ella (1657)
- Cinco poesías para el Certamen Angélico en la grande celebridad de la dedicación del Nuevo y Magnífico Templo... consagrado a Santo Tomás de Aquino. Madrid: Diego Díaz de la Carrera, 1656.
- Estatua y árbol con voz, política, canónica y soñada (1661)
- Trad. del latín al castellano del padre Martí Martinio / Martino Martini, Tártaros en China. Historia que escribió en latín Matin [sic] Martinio, de la Compañía de Iesus, y en español Esteuan de Aguilar y Zuñiga..., Madrid: Ioseph Fernández, 1665.
- Trad. del portugués al castellano de Laurea lusitana, primera parte (s. a.) y Segunda Parte (1679)